# Piss Factory
Piss Factory – pierwszy singel Patti Smith nagrany 5 czerwca 1974 w Electric Lady Studios (Nowy Jork).

## Lista utworów
1. „Piss Factory” (Patti Smith, Richard Sohl) – 5:02
2. „Hey Joe” (Patti Smith, Billy Roberts) – 5:05

## Skład
- Patti Smith – wokal
- Lenny Kaye – gitara
- Jay Dee Daugherty – perkusja
- Richard Sohl – pianino
- Tom Verlaine – gitara („Hey Joe”)